# Kreuzkapelle (Dietershofen)

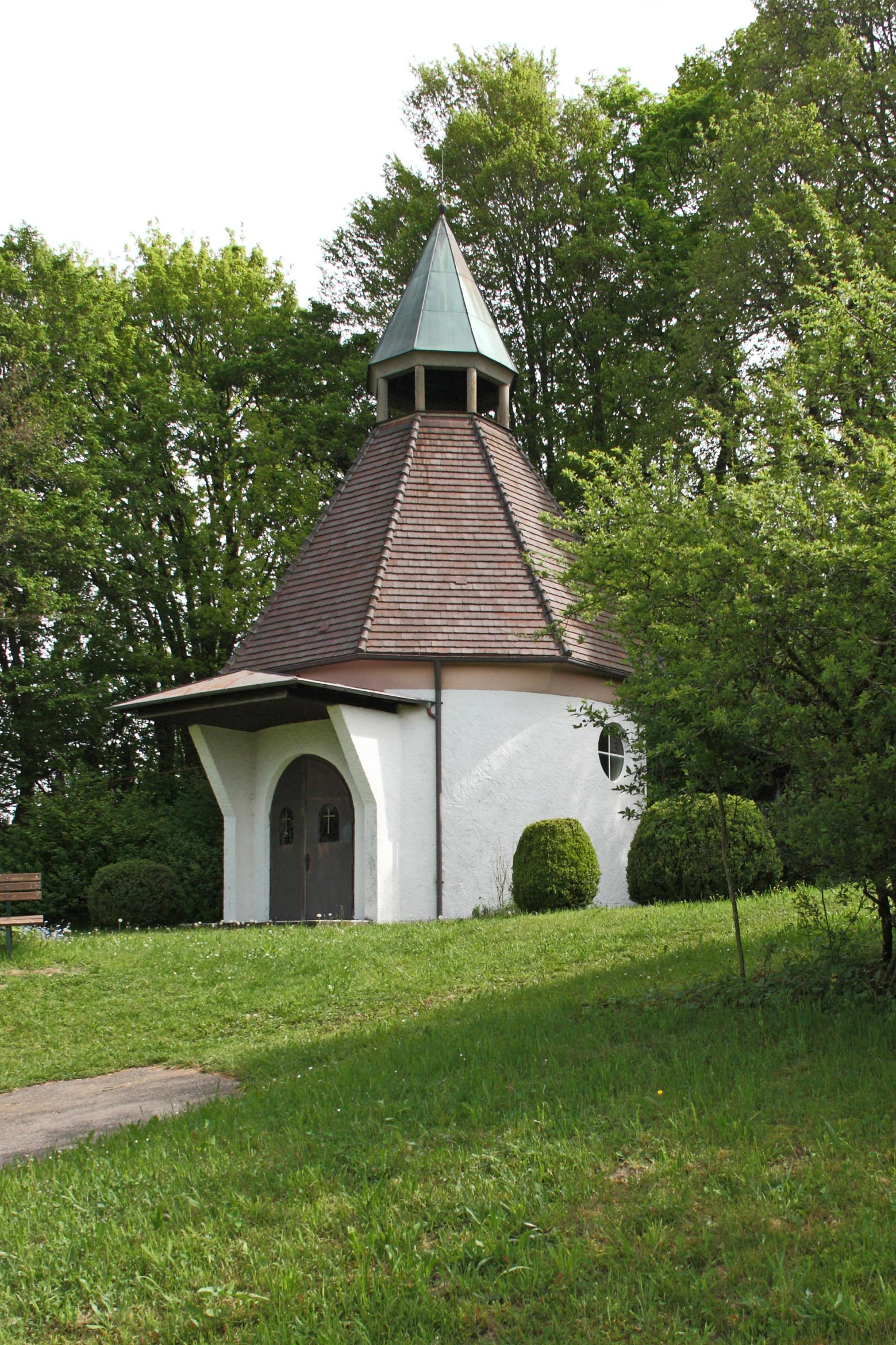
Ansicht von Südosten

Die römisch-katholische Kreuzkapelle befindet sich in Dietershofen bei Babenhausen im Landkreis Unterallgäu in Bayern. Die in den Jahren 1957 bis 1959 erbaute Kapelle stand ehemals unter Denkmalschutz. Sie besteht aus einem kleinen Rundbau mit hohem Zeltdach. Um die Kapelle herum befinden sich Kreuzwegstationen von 1906.

## Geschichte
An Stelle der derzeitigen Kapelle befand sich ehemals eine unter Pfarrer Joseph Zell im Jahr 1724 errichtete Kapelle. Zusätzlich zur Kapelle befand sich hier auch eine Eremitage. Diese wurde 1773 erwähnt sowie 1823 von Placidus Braun genannt. Schon 1795 war der Abbruch vorgesehen, welcher schließlich 1807 ausgeführt wurde.